# レーアウ
レーアウ (ドイツ語: Rehau, ドイツ語発音: [ˈreːa‿u]) は、ドイツ連邦共和国バイエルン州オーバーフランケン行政管区ホーフ郡の南東部に位置する市。

## 地理

### 位置
フィヒテル山地北の起伏に富んだ支脈のグローサー・コルンベルク（海抜 827m）の麓、オーバーフランケン地方北東部に、この市は位置している。ここは同時にバイエルン州の北東部でもある。チェコ共和国の国境まで約3km、ザクセン州の州境までは約9kmである。1972年までレーアウは同名の郡の郡庁所在地であった。現在のラートハウス（市議会堂）は、この郡再編時まで郡庁舎であった建物である。1978年の市町村再編で、それまで独立した自治体であった5つの町村が編入された。

### 市の構成
本市は，公式には29の地区 (Ort) からなる。このうち孤立農場などを除く集落を以下に列記する。
| - デーゲンロイト - ドーベネック - ファスマンスロイト - フォーレンロイト - ハイナースベルク - キューシュヴィッツ - レーヴィッツ - ルードヴィヒスブルン | - ノイハウゼン - ピルグラムスロイト - レーアウ - シェーンリント - ジグムンツグリュン - ヴォーヤ - ヴルリッツ |

### 友好都市、庇護
この市は、チェコ - ドイツの友好連盟であるFreunde im Herzen Europasの設立に重要な関与を果たした。
1954年、ゼルプ市とともに、アシュから追放されたズデーテン地方のドイツ人に対する庇護を申し出ている。

## 歴史

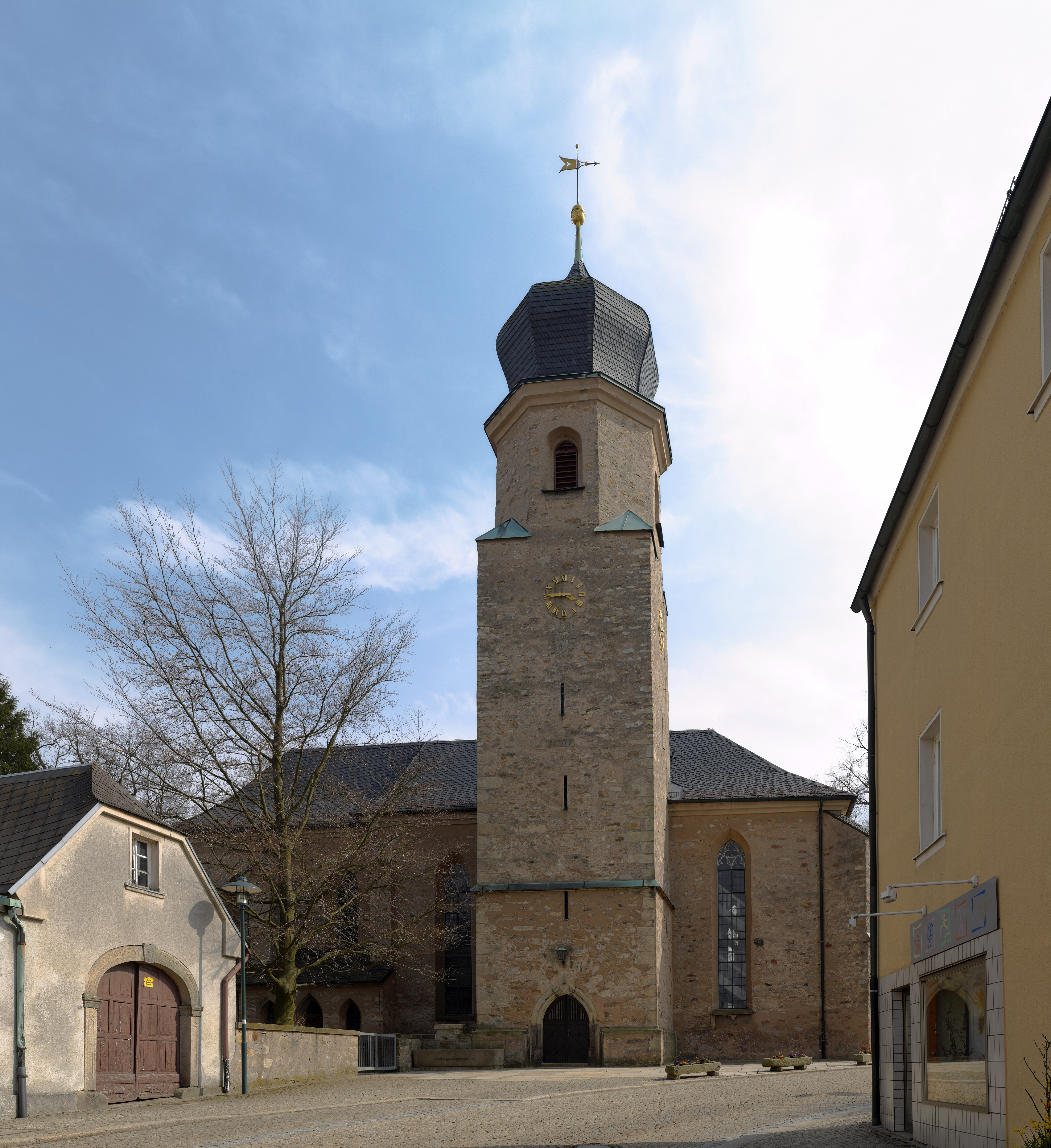
聖ヨプスト教区教会

レーアウは1234年に初めて史料に現れ、1427年に都市権を獲得した。市の丘陵地には、シュヴァルツェンバッハ・アン・デア・ザーレの聖母教会の管理下にある、聖ヨプストに捧げられた礼拝堂が建造された。1470年5月22日、レーアウ市の議会は、独立した教区設立の提案を裁可した。16世紀の宗教改革の時代に、レーアウは周辺地域とともに新教化された。古い礼拝堂の跡に建造された現在のプロテスタントの主要教会は、その名を礼拝堂から引き継ぎ「聖ヨプスト教区教会」と称する。

## 経済と社会基盤

### 地元企業
- REHAU AG + Co （ポリマー樹脂製 建築材料、自動車部品）
- Böhme Entsorgungsdienstleistungen
- Lamilux Heinrich Strunz GmbH （ガラス製建築材料）
- Südleder GmbH & Co
- Rio Bekleidungswerke （衣料品）
- Friseur Horst Buheitel
- Hydrotec AG （バルブ）
- NÜTZEL （木材加工）

## 人物

### 出身者
- カール＝ハインリヒ・ボーデンシャッツ (Karl-Heinrich Bodenschatz, 1890-1979) 空軍大将
- ハンス・フォクト (Dr. Hans Vogt, 1890-1979) エンジニア
- ヘルムート・ローテムント (Helmut Rothemund, 1929-2004) 政治家（SPD)
- ペーター・アンガーマン (Peter Angermann, 1945 - ) 画家

## 引用
1. ↑  https://www.statistikdaten.bayern.de/genesis/online?operation=result&code=12411-003r&leerzeilen=false&language=de Genesis-Online-Datenbank des Bayerischen Landesamtes für Statistik Tabelle 12411-003r Fortschreibung des Bevölkerungsstandes: Gemeinden, Stichtag (Einwohnerzahlen auf Grundlage des Zensus 2011)
2. ↑  Max Mangold, ed (2005). Duden, Aussprachewörterbuch (6 ed.). Dudenverl. p. 670. ISBN 978-3-411-04066-7
3. ↑  Bayerische Landesbibliothek Online